# نشنال اینشورنس کمپانی
نشنال اینشورنس کمپانی (انگلیسی: National Insurance Company) شرکت دولتی بیمه هندی است، که در سال ۱۹۰۶ تأسیس شد.